# Etiolación

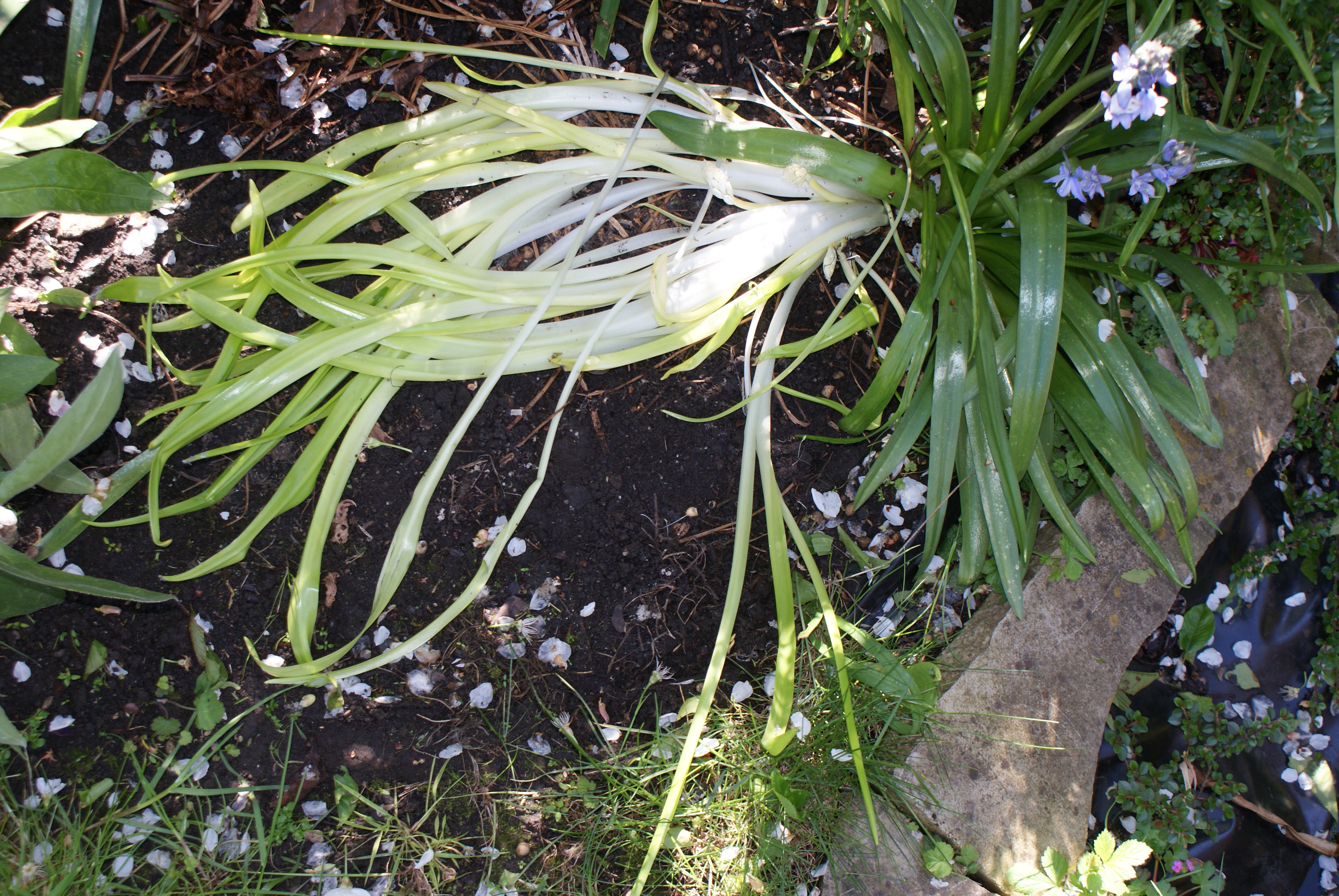
Campanillas españolas Hyacinthoides hispanica, mostrando hojas y flores tanto en estados etiolados como no etiolados. Las hojas etioladas más largas miden unos 50 cm de largo.

La etiolación es un proceso en plantas de flores cultivadas en ausencia parcial o total de la luz. Se caracteriza por tallos largos y débiles; hojas más pequeñas debido a entrenudos más largos; y un color amarillo pálido (clorosis). El desarrollo de plántulas en la oscuridad se conoce como "skotomorfogénesis" y conduce a plántulas etioladas.

## Efectos
La etiolación aumenta la probabilidad de que una planta alcance una fuente de luz, a menudo debajo del suelo, la hojarasca o la sombra de las plantas competidoras. Las puntas de crecimiento se sienten fuertemente atraídas por la luz y se alargarán hacia ella. El color pálido se debe a la falta de clorofila.
Algunos de los cambios que ocurren incluyen
1. alargamiento de tallos y hojas;
2. debilitamiento de las paredes celulares en tallos y hojas;
3. entrenudos más largos, por lo tanto, menos hojas por unidad de longitud de tallo;
4. clorosis, una coloración blanca amarillenta pálida.

La eliminación de la etiolación es la transición de las plántulas de un crecimiento bajo tierra a una forma de crecimiento por encima del suelo.

## Causas
La elongación está controlada por las hormonas vegetales llamadas auxinas, que son producidas por la punta de crecimiento para mantener el dominio apical. La auxina se difunde y se transporta hacia abajo desde la punta, con efectos que incluyen la supresión del crecimiento de las yemas laterales. Las auxinas están activas en la luz; cuando están activos, estimulan las bombas de protones en la pared celular, lo que aumenta la acidez de la pared celular y activa la expansina (una enzima que rompe los enlaces en la estructura de la pared celular) que debilitan la pared celular y permiten que la célula se expanda.
Los cloroplastos que no han sido expuestos a la luz se denominan etioplastos (ver también plastidios).

## Desetiolación
La desetiolación, es una serie de cambios fisiológicos y bioquímicos que experimenta un brote de la planta cuando emerge del suelo o en respuesta a la luz después de un período de exposición insuficiente a la luz. Este proceso se conoce informalmente como ecologización. Estos cambios que se desencadenan en los brotes de las plantas o en las hojas y los tallos ya formados se producen en preparación para la fotosíntesis.
Algunos de los cambios que ocurren incluyen
1. Inhibición del alargamiento del hipocótilo.
2. Estimulación de la expansión del cotiledón.
3. Apertura del gancho apical, consulte Fotomorfogénesis y etiolación de la plántula para obtener más detalles.
4. Estimulación de la síntesis de antocianinas.
5. Estimulación del desarrollo de cloroplastos a partir de etioplastos.

Este proceso está regulado por la exposición de varios pigmentos fotorreceptores a la luz. El fitocromo A y el fitocromo B responden a una proporción cada vez mayor de luz roja a luz roja lejana que se produce cuando el brote sale al aire libre. El criptocromo 1 responde a cantidades crecientes de luz azul cuando el brote llega a la superficie.